# Mussismilia
Mussismilia is een geslacht van koralen uit de familie van de Mussidae.

## Soorten
- Mussismilia braziliensis (Verrill, 1868)
- Mussismilia harttii (Verrill, 1868)
- Mussismilia hispida (Verrill, 1901)